# شهرستان دیگورسکی
شهرستان دیگورسکی (به لاتین: Digorsky District) یک منطقهٔ مسکونی در روسیه است که در اوستیای شمالی-آلانیا واقع شده‌است.